# Brian Joubert
Brian Joubert (Poitiers, 20 de setembro de 1984) é um ex-patinador artístico francês.

## Carreira
Brian começou a praticar a patinação aos quatro anos de idade, por influência de suas irmãs, pretendendo ser jogador de hóquei. Começou com sua irmã no "ice dancing" mas acabou se destacando nos saltos e seguindo para a competição individual.
Brian foi campeão mundial de Patinação no Gelo em 2007 e hexacampeão francês, além de ter sido três vezes campeão europeu (2004 , 2007 e 2009), quebrando o jejum de 40 anos sem um patinador francês vencer a competição. Foi o primeiro patinador europeu a realizar três saltos quádruplos em um mesmo programa. Já foi assessorado por um dos maiores patinadores da história, Alexei Yagudin
Na temporada de 2007, Brian venceu as etapas francesa e russa do Grand Prix de patinação, chegando à final e conseguindo a medalha de ouro. Ele conquistou ainda o título de campeão no Campeonato Europeu de patinação artística no gelo. Em fevereiro do mesmo ano, após uma gravíssima contusão gerada por um acidente em que a lâmina do patim esquerdo soltou-se, ferindo gravemente o tendão, e obrigando o francês a submeter-se a uma cirurgia, Brian Joubert competiu em março e venceu o Campeonato Mundial de Patinação Artística, levando a França ao topo do pódio depois de 42 anos. 
Em dezembro de 2008 Brian sofreu outra lesão grave o que fez com que não competisse no nacional francês. Novamente no final de 2009 uma lesão impossibilitou Brian de participar do campeonato nacional e do Grand Prix Final, para o qual já estava classificado.

## Principais resultados

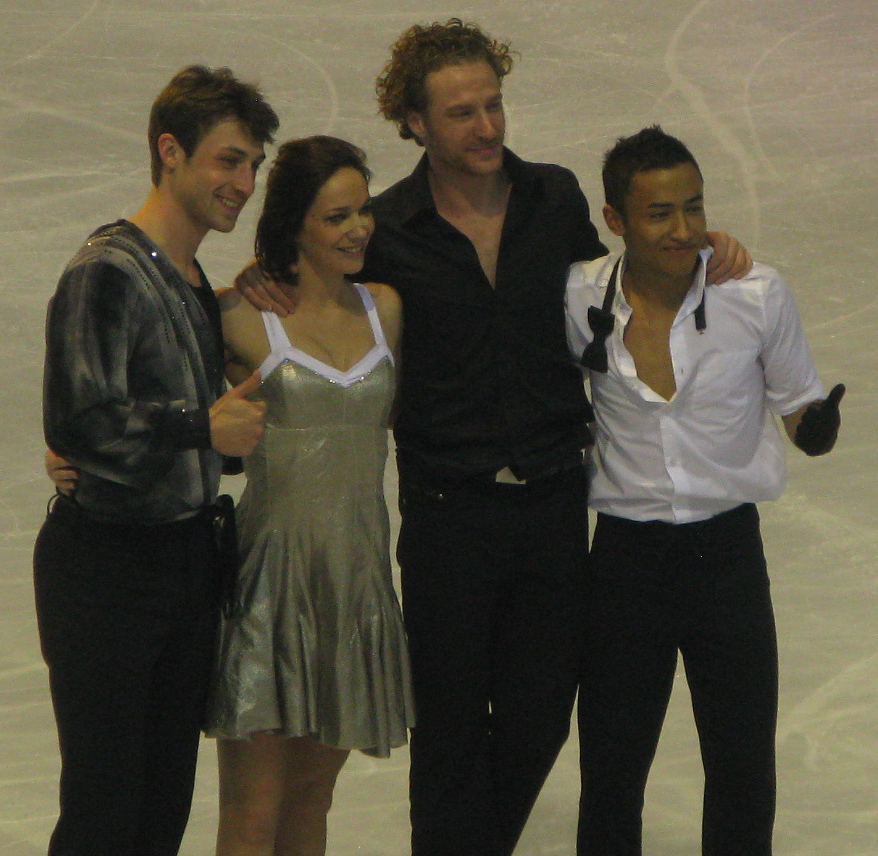
Brian Joubert com a equipe francesa em 2012.

| Resultados | Resultados       | Resultados    | Resultados        | Resultados        | Resultados       | Resultados        | Resultados        | Resultados      | Resultados        | Resultados        | Resultados        | Resultados       | Resultados       | Resultados       | Resultados       |
| Internacional | Internacional    | Internacional | Internacional     | Internacional     | Internacional    | Internacional     | Internacional     | Internacional   | Internacional     | Internacional     | Internacional     | Internacional    | Internacional    | Internacional    | Internacional    |
| Evento/Temporada | 1999– 2000       | 2000– 2001    | 2001– 2002        | 2002– 2003        | 2003– 2004       | 2004– 2005        | 2005– 2006        | 2006– 2007      | 2007– 2008        | 2008– 2009        | 2009– 2010        | 2010– 2011       | 2011– 2012       | 2012– 2013       | 2013– 2014       |
| --- | ---------------- | ------------- | ----------------- | ----------------- | ---------------- | ----------------- | ----------------- | --------------- | ----------------- | ----------------- | ----------------- | ---------------- | ---------------- | ---------------- | ---------------- |
| Jogos Olímpicos |                  |               | 14.º              |                   |                  |                   | 6.º               |                 |                   |                   | 16.º              |                  |                  |                  | 13.º             |
| Campeonato Mundial |                  |               | 13.º              | 6.º               | Medalha de prata | 6.º               | Medalha de prata  | Medalha de ouro | Medalha de prata  | Medalha de bronze | Medalha de bronze | 8.º              | 6.º              | 9.º              |                  |
| Campeonato Europeu |                  |               | Medalha de bronze | Medalha de prata  | Medalha de ouro  | Medalha de prata  | Medalha de bronze | Medalha de ouro | Medalha de bronze | Medalha de ouro   | Medalha de bronze | Medalha de prata | 8.º              | 4.º              | 8.º              |
| GP Final do Grand Prix |                  |               |                   | Medalha de bronze |                  | 5.º               |                   | Medalha de ouro |                   | WD                | WD                |                  |                  |                  |                  |
| GP Cup of China |                  |               |                   |                   | Medalha de prata |                   |                   |                 |                   |                   |                   | 4.º              | WD               | WD               |                  |
| GP NHK Trophy |                  |               |                   |                   | 4.º              |                   |                   |                 |                   |                   | Medalha de ouro   |                  |                  |                  |                  |
| GP Rostelecom Cup |                  |               |                   |                   |                  |                   |                   | Medalha de ouro |                   | Medalha de ouro   |                   |                  |                  |                  | WD               |
| GP Skate America |                  |               | 9.º               | Medalha de ouro   |                  | Medalha de ouro   | Medalha de bronze |                 |                   |                   |                   |                  |                  |                  | WD               |
| GP Skate Canada International |                  |               |                   |                   |                  |                   |                   |                 | Medalha de ouro   |                   |                   |                  |                  |                  |                  |
| GP Trophée Éric Bompard |                  |               |                   | 5.º               | 4.º              | Medalha de prata  | Medalha de prata  | Medalha de ouro | WD                | 4.º               | 4.º               | WD               | WD               | 4.º              |                  |
| International Challenge Cup |                  |               |                   |                   |                  |                   |                   |                 |                   |                   |                   |                  | Medalha de ouro  | Medalha de ouro  |                  |
| NRW Trophy |                  |               |                   |                   |                  |                   |                   |                 |                   |                   |                   |                  |                  |                  | Medalha de prata |
| Internacional – Júnior |                  |               |                   |                   |                  |                   |                   |                 |                   |                   |                   |                  |                  |                  |                  |
| Campeonato Mundial Júnior | 15.º             |               |                   |                   |                  |                   |                   |                 |                   |                   |                   |                  |                  |                  |                  |
| JGP JGP França |                  | 4.º           |                   |                   |                  |                   |                   |                 |                   |                   |                   |                  |                  |                  |                  |
| JGP JGP Polônia |                  | 4.º           |                   |                   |                  |                   |                   |                 |                   |                   |                   |                  |                  |                  |                  |
| Nacional |                  |               |                   |                   |                  |                   |                   |                 |                   |                   |                   |                  |                  |                  |                  |
| Campeonato Francês | 10.º             | 4.º           | Medalha de bronze | Medalha de ouro   | Medalha de ouro  | Medalha de ouro   | Medalha de ouro   | Medalha de ouro | Medalha de ouro   |                   |                   | Medalha de ouro  | Medalha de ouro  | WD               | Medalha de prata |
| Campeonato Francês – Júnior | Medalha de prata | 4.º           |                   |                   |                  |                   |                   |                 |                   |                   |                   |                  |                  |                  |                  |
| Master's |                  |               |                   | Medalha de bronze | Medalha de ouro  | Medalha de bronze | Medalha de ouro   | Medalha de ouro | Medalha de ouro   | Medalha de prata  | Medalha de prata  | Medalha de ouro  | Medalha de prata | Medalha de prata | WD               |
| Equipes |                  |               |                   |                   |                  |                   |                   |                 |                   |                   |                   |                  |                  |                  |                  |
| Troféu Mundial por Equipes |                  |               |                   |                   |                  |                   |                   |                 |                   | 4.º 4T/2P         |                   |                  | 4.º 4T/3P        | 6.º 6T/7P        |                  |
| |                  |               |                   |                   |                  |                   |                   |                 |                   |                   |                   |                  |                  |                  |                  |
| Legenda: GP = Grand Prix; JGP = Grand Prix Júnior; WD = Abandonou; T = Posição da equipe; P = Posição individual; Competição não foi disputada nesta temporada |                  |               |                   |                   |                  |                   |                   |                 |                   |                   |                   |                  |                  |                  |                  |

### 2015–2016
| Resultados                                             | Resultados    | Resultados    | Resultados    | Resultados    | Resultados    | Resultados    | Resultados    | Resultados    | Resultados    | Resultados    | Resultados    | Resultados    | Resultados    | Resultados    | Resultados    |
| Internacional                                          | Internacional | Internacional | Internacional | Internacional | Internacional | Internacional | Internacional | Internacional | Internacional | Internacional | Internacional | Internacional | Internacional | Internacional | Internacional |
| Evento/Temporada                                       | 2015– 2016    |               |               |               |               |               |               |               |               |               |               |               |               |               |               |
| ------------------------------------------------------ | ------------- | ------------- | ------------- | ------------- | ------------- | ------------- | ------------- | ------------- | ------------- | ------------- | ------------- | ------------- | ------------- | ------------- | ------------- |
| Japan Open                                             | 3T/6P         |               |               |               |               |               |               |               |               |               |               |               |               |               |               |
|                                                        |               |               |               |               |               |               |               |               |               |               |               |               |               |               |               |
| Legenda: T = Posição da equipe; P = Posição individual |               |               |               |               |               |               |               |               |               |               |               |               |               |               |               |